# Bartłomiej Zawalski
Bartłomiej Zawalski (ur. 13 lutego 1999) – polski siatkarz, grający na pozycji środkowego.
Jego starszy brat Mateusz, również jest siatkarzem.

## Sukcesy klubowe

### młodzieżowe
Mistrzostwa Polski Młodzików:
- 2014[5]

Turniej Nadziei Olimpijskich:
- 2014

Ogólnopolska Olimpiada Młodzieży:
- 2015

Mistrzostwa Śląska Juniorów:
- 2018

### seniorskie
I liga:
- 2024[6]

## Nagrody indywidualne
- 2018: Najlepszy blokujący Mistrzostw Śląska Juniorów[7]